# Urasenke

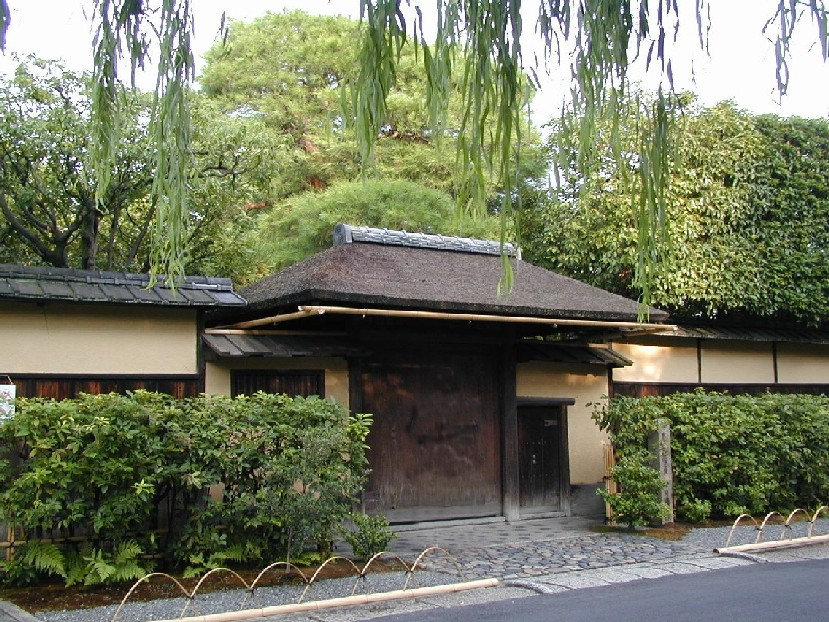
Porte Kabutomon de la maison historique Urasenke Konnichian à Kyoto.

L'Urasenke (裏千家) est une des écoles de la cérémonie du thé japonaise. Avec l'Omotesenke et la Mushakōjisenke, l'Urasenke est une des trois lignées de la famille Sen descendante de Sen no Rikyū, toutes trois collectivement appelées san-Senke ou « Trois maisons/familles Sen » (三千家). Le chef ou iemoto de cette lignée porte le nom héréditaire de Sōshitsu.
Ce n'est qu'après l'ère du petit-fils de Sen no Rikyū, Sen Sōtan, que les trois lignées des san-Senke se séparent. Les trois fils de Sōtan héritent chacun du nom de famille Sen, et de la profession d'enseignement de la voie du thé que le fondateur de leur famille, Rikyū, a développé.
La chambre de thé originale de l'Urasenke est construite par Sen Sōtan quand il envisage sa retraite et transmet à son troisième fils la charge de la maison Sen. Il construit sa chambre de thé pour sa retraite, appelée « La hutte de ce jour » (今日庵, Konnichian), à côté de celle de la maison Sen.

## Générations[3]
| Génération          | Nom personnel                                        |           | Nom bouddhiste |        |
| ------------------- | ---------------------------------------------------- | --------- | -------------- | ------ |
| 1er                 | Rikyū Sōeki (1522–91)                                | 利休 宗易 | Hōsensai       | 抛筌斎 |
| 2e                  | Shōan Sōjun (1546-1614)                              | 少庵 宗淳 |                |        |
| 3e                  | Genpaku Sōtan (1578-1658)                            | 元伯 宗旦 | Totsutotsusai  | 咄々斎 |
| 4e                  | Sensō Sōshitsu (1622–97)                             | 仙叟 宗室 | Rōgetsuan      | 臘月庵 |
| 5e                  | Jōsō Sōshitsu (1673-1704)                            | 常叟 宗室 | Fukyūsai       | 不休斎 |
| 6e                  | Taisō Sōshitsu (1694-1726)                           | 泰叟 宗室 | Rikkansai      | 六閑斎 |
| 7e                  | Chikusō Sōshitsu (1709–33)                           | 竺叟 宗室 | Saisaisai      | 最々斎 |
| 8e                  | Ittō Sōshitsu (1719–71)                              | 一燈 宗室 | Yūgensai       | 又玄斎 |
| 9e                  | Sekiō Sōshitsu (1746-1801)                           | 石翁 宗室 | Fukensai       | 不見斎 |
| 10e                 | Hakusō Sōshitsu (1770-1826)                          | 柏叟 宗室 | Nintokusai     | 認得斎 |
| 11e                 | Seichū Sōshitsu (1810–77)                            | 精中 宗室 | Gengensai      | 玄々斎 |
| 12e                 | Jikishō Sōshitsu (1852-1917)                         | 直叟 宗室 | Yūmyōsai       | 又玅斎 |
| 13e                 | Tetchū Sōshitsu (1872-1924)                          | 鉄中 宗室 | Ennōsai        | 圓能斎 |
| 14e                 | Sekisō Sōshitsu (1893-1964)                          | 碩叟 宗室 | Mugensai       | 無限斎 |
| 15e                 | Hansō Sōshitsu (Sen Genshitsu) (né le 19 avril 1923) | 汎叟 宗室 | Hōunsai        | 鵬雲斎 |
| 16e (actuel iemoto) | Genmoku Sōshitsu (né le 7 juin 1956)                 | 玄黙 宗室 | Zabōsai        | 坐忘斎 |